# Wythenshawe

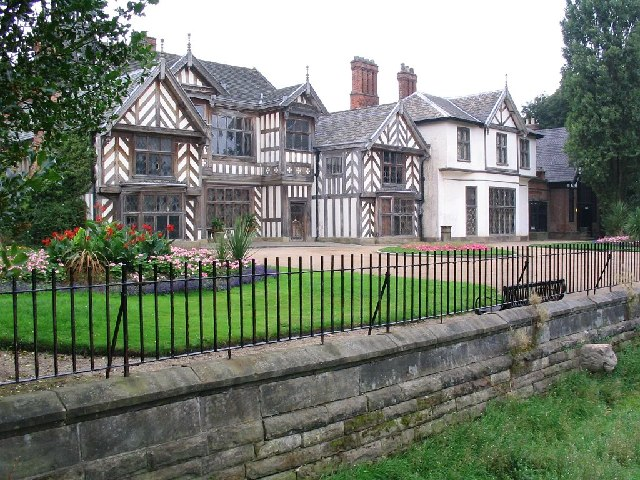
Le Wythenshave Hall, une bâtisse datant du XVIe siècle.

Wythenshawe est un district du sud de Manchester, en Angleterre, qui abrite 66 000 habitants.
Jusqu'en 1931 le district fait partie du comté du Cheshire, mais il est ensuite transféré à celui de la ville de Manchester qui a commencé à y bâtir des logements sociaux à partir de 1920 pour enrayer le développement des bidonvilles.
Le district est composé des quartiers de Baguley, Benchill, Peel Hall, Newall Green, Woodhouse Park, Moss Nook, Sharston, Northenden et Northern Moor.
Les footballeurs anglais Marcus Rashford et Cole Palmer, le boxeur Tyson Fury et l'acteur John Bradley-West sont nés dans ce district.